# Szilvánusz
A Szilvánusz a latin silva szóból származó férfinév, jelentése: erdő. Női párja: Szilvána.

## Gyakorisága
Az 1990-es években szórványos név, a 2000-es években nem szerepel a 100 leggyakoribb férfinév között.

## Névnapok
- február 6.[2]
- február 18.[2]
- február 20.[2]
- március 8.[2]
- május 4.[2]
- július 10.[2]
- július 13.[2]
- augusztus 24.[2]
- november 12.[2]
- december 2.

## Híres Szilvánuszok
Szilás próféta: Szilás, Silas (a Saul név arám változata; latin megfelelője Silvanus), Lukács evangélista szerint jeruzsálemi zsidókeresztény próféta. Fontos szerepet töltött be a jeruzsálemi keresztény közösségben, talán azért, mert római polgár volt (ApCsel 16,37). A jeruzsálemi egyház őt és Júdást küldte el Antiochiába, hogy élőszóval közöljék az apostoli zsinat határozatait (15,27-32). ~ Antiochiában maradt (15,34: Vg), s innen elkísérte Pált 2. missziós útján (15,40) Korintusig (18,5; 2Kor 1,19), és – Timóteussal – Bereában maradt (17,10-15). 1Tesz 1,1: és 2Tesz 1,1: Pálon és Timóteuson kívül Szilvánusz (= Szilás) a levél egyik küldőjeként szerepel, föltehetően Bereában végzett munkája alapján (vö. 2Kor 1,19 és 1Pt 5,12). R.É. BL:1719.